# تانری‌قلی‌لار
تانری‌قلی‌لار (به لاتین: Tanrıqulular) منطقه‌ای مسکونی در جمهوری آذربایجان است که در شهرستان یولاخ واقع شده‌است. تانری‌قلی‌لار ۲۴۲۶ نفر جمعیت دارد.